# The Swordmates

The Swordsmates (燕娘, Yan niang) est un film hongkongais réalisé par Chang Ying et Pan Fan, sorti en 1969.

## Synopsis
Dans le cadre de mouvements séditieux marquant le début du règne de l'empereur Zheng De, différent individus d'origine asiatique (essentiellement les membres de l'agence de transport sécurisé du Dragon-Volant et ceux de l'organisation criminelle de hors-la-loi du Tigre-Féroce, ainsi que leurs alliés respectifs) s'affrontent à propos d'une mystérieuse statuette de jade convoitée par les chefs des rebelles potentiels.

## Fiche technique
- Titre : The Swordsmates
- Titre original : 燕娘 (Yan niang)
- Réalisation : Chang Ying et Pan Fan
- Scénario : Chin Ko, Pan Fan
- Photographie : Li Yu Tang
- Chorégraphie des combats :
- Musique : Wang Fu Ling
- Société de production : Shaw Brothers
- Pays d'origine : Hong Kong
- Langue originale : mandarin
- Format : couleurs - 2,35:1 - mono - 35 mm
- Genre : wuxiapian
- Durée : 77 min
- Date de sortie : 1969

## Distribution
- Chin Ping : Li Yan-niang, une jeune épéiste
- Chung Hua : Chao Ying-chieh dit "Lame-Rapide", un jeune épéiste
- Huang Tsun Hsing : Li Fei-long, directeur d'agence de transport sécurisé, père de Yan-niang
- Wang Hsieh : Wang Tian-piao dit "l'épée du Tonnerre", chef de l'organisation du Tigre-Féroce
- Chao Hsin Yen : Zhang Hsin-ying, marâtre de Yan-niang
- Yang Chih Ching : Wang Ying dit "Griffes-de-Fer", un combattant hors-pair
- Sammo Hung : un barbare
- Tsang Choh-lam : un aubergiste